# 李竑鄴
李竑鄴（1639年10月26日—？年），號字水，四川墊江縣人，渠縣籍，習《書經》，康熙二年癸卯科四川鄉試中式舉人，康熙九年庚戌科會試中式進士，任貴州黃平州知州。